# Oerlikon Contraves
Oerlikon Contraves AG — швейцарская компания, производитель малокалиберного зенитного вооружения, ныне входящая в состав немецкого концерна Rheinmetall AG. Приобрела известность разработкой и изготовлением распространённой 20-мм пушки «Эрликон», созданной на базе 20-мм авиационной пушки Беккера (по имени конструктора Reinhold Becker), применявшейся Германией (1918) на завершающем этапе Первой мировой войны. Зенитная пушка «Эрликон» тип S калибра 20 мм широко использовалась в годы Второй мировой войны Германией, Францией, Великобританией, США и Японией, то есть практически всеми воюющими сторонами.
Станкостроительная компания Oerlikon образована в 1906 году. Название фирмы происходит от названия пригорода Цюриха, в котором размещается завод фирмы. В 1923 году приобрела швейцарскую оружейную компанию SEMAG и с 1924 года занимается оружейным бизнесом, в частности, созданием зенитных пушек. В 1936 году образовала дочернюю компанию Contraves (от латинского contra aves — «против птиц»), основным направлением деятельности которой стала разработка зенитных систем.
В 1937 году налажено производство наиболее известной 20-мм зенитной пушки «Эрликон» тип S, принятой вслед затем на вооружение тридцати государств.
В период с 1940 по 1944 год объём сделок головной компании Werkzeugmaschinenfabrik Oerlikon (WO) только с державами оси — Германией, Италией и Румынией — составил 543,4 млн швейцарских франков, и включал поставки 7013 20-мм пушек, 14,76 млн штук патронов к ним, 12520 запасных стволов и 40 тысяч патронных ящиков.
В 1972 году компания Oerlikon-Bührle присоединила другую оружейную компанию Hispano-Suiza, после чего распространённые малокалиберные пушки Hispano-Suiza HS.820 и HSS-831 получили обозначения Oerlikon KAD и Oerlikon KCB, соответственно. С начала 1990-х годов компания известна под именем Oerlikon-Contraves.
К концу XX века численность сотрудников компании Oerlikon-Contraves достигла 2100 человек (включая филиалы по всему миру), годовой оборот 522 млн. швейцарских франков. К 2000 году компания Oerlikon вошла в состав крупного германского оружейного концерна Rheinmetall-DeTec AG.
1 января 2009 года Oerlikon Contraves получила новое наименование — Rheinmetall Air Defence AG.
В настоящее время специализируется в области зенитных вооружений сухопутных войск и ВМФ. Диапазон выпускаемой продукции включает: РЛС обнаружения и сопровождения воздушных целей 35-мм зенитных систем, 35-мм пушечные комплексы, пункты управления и наведения оружия, системы боевого управления и корабельные системы ПВО, боеприпасы калибров 20-, 25-, 27-, 30- и 35-мм.
Уже находясь под управлением Rheinmetall, компания продолжила отработку и расширение возможностей технологии беззвеньевой системы подачи боеприпасов, с целью её применения на различных носителях.

## Филиалы и подразделения

### Подразделения
- Geartec AG — машиностроительное подразделение, выделившееся в отдельный филиал.

### Иностранные филиалы
Британские филиалы — British Manufacture and Research Co Ltd
 Итальянский филиал — Oerlikon Aerospace, Inc.

 Малайзийский филиал — Syarikat Malaysia Explosives, Ltd., сокр. SMEO, совместное предприятие с иностранными инвестициями, инкорпорированное в 1969 году, учреждённое совместно правительством Малайзии, западногерманским концерном Dynamit Nobel, швейцарской Oerlikon и двумя малайзийскими компаниями — Syarikat Permodalan Kebangsaan и Syarikat Jaya Raya Sdn Bhd. Национализировано в 1974 году методом выкупа долей в уставном фонде в правительством и переименовано в SME Ordnance Sdn Bhd n.d.
 Американский филиал — Oerlikon Tool & Arms Corp. of America (в составе Oerlikon Machine Tool Works), инкорпорирована в 1951 году в штате Делавэр,  головной офис Дьюриа-Билдинг, Вашингтон, округ Колумбия. Была учреждена для обслуживания заказов Министерства обороны США, адаптации швейцарских образцов вооружения под американские стандарты и их серийного производства в США, в первую очередь, для производства зенитной артиллерии, авиационного вооружения и управляемых ракет (ЗУР и УРВВ). Комплекс научно-производственных зданий в Суананоме (горный посёлок), в 16 километрах восточнее Ашвилла, штат Северная Каролина: артиллерийский завод, завод боеприпасов с полным производственным циклом, завод авиационного вооружения, ракетный завод и лаборатории (строительство начато 3 ноября 1951 года, строительство завода боеприпасов начато в марте 1952 года, продано Wheeler Rocket Corporation 21 февраля 1959 года, ракетный завод продан Celanese Corporation of America 17 октября 1960 года и получил название Amcel Propulsion, Inc.). Первым президентом компании (1952—1956) был бывший заместитель начальника штаба ВВС США по вопросам снабжения генерал-лейтенант авиации в отставке Кеннет Вулф, одновременно бывший членом Совета при Президенте США по вопросам ресурсов и производства. Подразделения:
- Business Machines Division — оргтехника и офисное оборудование, аналоговая вычислительная техника, счётные устройства. Впоследствии корпорация была вытеснена с американского рынка. В дальнейшем, применительно к североамериканскому рынку вооружения Oerlikon действовала дистанционно, кооперируясь с различными местными производителями в США и Канаде. В 1979 году была приобретена компания Motch & Merryweather и три её завода по производству автозапчастей:
- Юклид, штат Огайо;
- Виндзор, штат Вермонт;
- Кембридж, штат Массачусетс, которые были переориентированы под выпуск промышленного оборудования, в частности бурильного оборудования[6]. Позже была приобретена Arc Machines, Inc., специализирующаяся на производстве сварочных аппаратов. Филиалы на современном этапе:
  - Oerlikon Aerospace, Inc. — авионика
  - Oerlikon Braking Systems — тормозные системы
  - Oerlikon Plastic Machinery — изделия из пластмасс
  - Oerlikon Industrial Projects — промышленное оборудование
  - Oerlikon Defence Weapon Systems — вооружение
  - Oerlikon Machine Tool Division — буровые станки, фрезерные станки, дробильно-измельчительное оборудование, размалывающие машины

 Западногерманский филиал Boehringer — производство бурильного оборудования. Contraves — вооружения.

## Продукция
- Эрликон GDF-005
- 35-мм артиллерийская установка Oerlikon Millennium
- Ground Based Air Defence Unit: Oerlikon Skyshield[англ.]
- Mobile Air Defence: Oerlikon Skyranger[англ.]
- ADATS
- LLM01 laser light module for firearms LLM01[англ.]
- RSA Missile[англ.]
- RSD 58[англ.]
- RSE Kriens (Missile)[англ.]
- SNORA and SURA-D rockets[англ.]
- Mosquito (missile)[англ.]